# Cleitagora
 (août 2024).
Cleitagora ou Clitagora ou Kleitagora (grec moderne : Κλειταγόρα) est une poète lyrique mentionnée par Aristophane dans ses Guêpes et sa pièce perdue, les Danaïdes; un fragment de Cratinus la mentionne également. Une scolie nommée "Cleitagora" est mentionnée dans Lysistrata d'Aristophane. 
Selon un scoliaste de Lysistrata et la Suda elle est spartiate. Cependant, le scoliaste des Guêpes dit que Clitagora est Thessalienne  et Hesychius dit qu'elle est originaire de Lesbos. Sarah Pomeroy soutient qu'une origine spartiate est plus probable. Étant donné que les femmes spartiates, contrairement aux autres femmes grecques, buvaient du vin dans leur vie quotidienne plutôt que lors des fêtes religieuses, il est logique de donner à une chanson à boire le nom d'une femme spartiate. Si Cleitagora est spartiate, cela expliquerait pourquoi la chanson "Cleitagora" est considérée comme plus appropriée à chanter que "Telamon" lorsque les femmes Spartiates sont en visite à Lysistrata. 
On ne sait rien de plus sur Cleitagora ou sur la chanson qui porte son nom. 

## Voir également
- Mégalostrata